# Джонс, Билл-Ти
Уильям Тасс Джонс, известный как Билл Ти Джонс (род. 15 февраля 1952 года) — американский хореограф, режиссер, автор и танцор. Он является соучредителем танцевальной компании Bill T. Jones/Arnie Zane Dance Company (Танцевальная труппа Билла Ти Джонса и Арни Зейна). Джонс — художественный директор New York Live Arts, головного офиса компании на Манхэттене, деятельность которого охватывает ежегодный сезон презентаций, а также сопутствующие образовательные программы и услуги для художников. Независимо от New York Live Arts и своей танцевальной компании, он ставил хореографию для крупных коллективов, участвовал в бродвейских и других театральных постановках, а также сотрудничал в проектах с рядом других артистов. Его называли «одним из самых известных и признанных хореографов и постановщиков современного танца нашего времени».

## Ранние годы
Родился в городе Буннелл, Флорида, десятый из 12 детей, родившихся у Эстеллы (урожденной Эдвардс) и Августа Джонса. Его родители были сельскохозяйственными рабочими-мигрантами, а позже работали на заводах. В 1955 году, когда Джонсу было три года, семья переехала в Вэйланд, штат Нью-Йорк. Джонс был звездой легкой атлетики в средней школе, а также участвовал в драмах и дебатах. После окончания средней школы в 1970 году он начал посещать Бингемтонский университет по специальной программе приема для малообеспеченных студентов. В Бингемтоне он сосредоточился на танцах. В одном из интервью Джонс отметил: «Бингемтон был тем местом, где я впервые взял уроки западноафриканских и афро-карибских танцев. Вскоре я начал пропускать тренировку по легкой атлетике, чтобы пойти на эти занятия. Это сразу увлекло меня». Изучение танцев Джонса в Бингемтоне также включало балет и современный танец.

## Карьера

### Ранние годы
На первом курсе 1971 года в Бингемтоне Джонс встретил и влюбился в Арни Зейна, выпускника университета 1970 года, который жил в этом районе, оттачивая свои навыки фотографа. Личная связь, которую они установили, переросла в личные и профессиональные отношения, которые продолжались до смерти Зейна от СПИДа в 1988 году. Примерно через год после встречи пара провела год в Амстердаме. Вернувшись, Джонс и Зейн начали работать с танцовщицей Лоис Велк, которая познакомила их с контактной импровизации, новой танцевальной техникой, популяризированной Стивом Пакстоном, которая подчеркивает переплетение партнерских отношений и смещение веса и равновесия между партнерами. Совместно с Велк и другим танцором, Джиллом Беккер, они основали American Dance Asylum (ADA) в 1974 году. ADA была организована как коллектив и выступала на национальном и международном уровнях, а также проводила занятия и представляла спектакли в своем пространстве в Бингемтоне. Джонс создал ряд сольных пьес в течение этого периода и был приглашен выступить в Нью-Йорк, начиная с 1976 года. Он так же выступал в The Kitchen, Dance Theater Workshop и Clark Center, а также на других площадках.
Историк танца, Сьюзан Фостер, охарактеризовала его работы, такие как Floating the Tongue (1979) и Everybody Works/All Beasts Count (1975), как использование "резонансов между движением и речью, чтобы показать саму механику создания и усилить восприятие зрителями количества способов, которыми могут означать движение.
В 1979 году Джонс и Зейн решили положить конец сотрудничеству с Веклк и Беккер. Они также были заинтересованы в том, чтобы жить в районе, более благоприятном как для искусства, которое они создавали, так и для их идентичности как межрасовой гей-пары. Они переехали в район Нью-Йорка в конце 1979 года, поселившись в округе Рокленд, где вскоре купили дом.
Физиологический контраст между Джонсом (высокий, чернокожий, грациозно атлетичный) и Зейном (невысокий, белокожий, резко двигающийся) вместе с техниками контактной импровизации переплетения легли в основу многих танцев пары в этот период. Работы, которые они создали вместе, соединили интерес Джонса к движению и речи с визуальной восприимчивостью Зейна, коренящейся в его работе фотографа. Их дуэты включали кинопроекции, стоп-энд-гоу движения и кадрирование, взятые из неподвижной фотографии. Важным моментом в их работах была их политическая и социальная направленность, а также необычное для того периода сочетание двух танцоров-мужчин и откровенное признание их личных отношений. Трилогия дуэтов, созданных парой за это время, состоящая из Blauvelt Mountain (1980), Monkey Run Road (1979) и Valley Cottage (1981), прочно закрепила за собой репутацию новых важных хореографов.

### Танцевальная труппа Билл Ти Джонса и Арни Зейна
В 1982 году Джонс и Зейн основали танцевальную труппу Билла Т. Джонса и Арни Зейна.
Его работа Still/Here (Всё ещё /Здесь) представляет собой рассказ о жизнеугрожающим диагнозе (ВИЧ), который был диагностирован у него. Во время международного турне 1994 года Still/Here был хорошо принят. Newsweek назвал его «произведением настолько оригинальным и глубоким, что его место среди достопримечательностей танца 20-го века кажется обеспеченным». В конце 1994 года Арлин Кроче, ведущий танцевальный критик того периода, опубликовала статью в The New Yorker, заявив, что она не будет смотреть и не напишет рецензию на Still / Here. Кроче назвала это произведение «искусством жертвы» и заметила: «вовлекая умирающих людей в свои действия, Джонс ставит себя вне досягаемости критики…. Джонс пересёк границу между театром и реальностью—он считает, что жертвенности самой по себе достаточно для создания художественного спектакля». Кроче также заявила, что такие работы, как «Still / Here», явились результатом тенденций в фондах и государственном финансировании искусства, которые отдавали предпочтение социальной значимости над внутренним качеством.
Эссе Кроче вызвало широкую дискуссию, как за, так и против. В следующем выпуске New Yorker (30 января 1995 г.) на четырех страницах были написаны письма о статье таких выдающихся деятелей культуры, как Роберт Брюстайн, белл-Хукс, Хилтон Крамер, Камилла Палья и Тони Кушнер. В своем несогласии критик Белл Хукс заметила: «Писать так презрительно о произведении, которого не видел,—это ужасное выставление напоказ привилегий-свидетельство реальности, что нет маргинальной группы или отдельного человека, достаточно могущественного, чтобы заставить замолчать или подавить реакционные голоса. Статья Кроче не является смелой или дерзкой именно потому, что она просто отражает господствующие политические настроения нашего времени».
Дискуссия распространилась и на национальную прессу. Автор Джойс Кэрол Оутс отметила в «Нью-Йорк Таймс»: «Как и в случае с Мэпплторпом несколько лет назад, статья подняла важные вопросы об эстетике и морали, о роли политики в искусстве и о роли профессионального критика в оценке искусства, которое объединяет „реальных“ людей и события в эстетические рамки». В журнале Commentary Терри Тичут выразил мнение, что конфликт возник из-за аргументов Кроче в пользу идеи «искусство ради искусства» во времена высокополитического искусства. Репортажи привлекли к Джонсу более широкое внимание. В 2016 году Newsweek написал: "Джонс, вероятно, наиболее известен за пределами танцевальных кругов благодаря своей работе 1994 года «Still / Here».

### Работа вне труппы
Создав более 100 работ для своей собственной труппы, Джонс также ставил хореографию для Американского театра танца Алвина Эйли, Танцевальной компании AXIS, Бостонского балета, Лионской оперы, Берлинской государственной оперы и т. д. В 1995 году Джонс был режиссером и выступал в совместной работе с Тони Моррисон и Максом Роучем, Дегга, в Концертом зале Элис Талли по заказу фестиваля «Серьезное развлечение» Линкольн-центра. Он сотрудничал с Джесси Норман в постановке How! Do! We! Do!, премьера которой состоялась в New York City Center в 1999 году.
В 1989 году Билл Ти Джонс поставил хореографию «D-Man in the Waters». Эпидемия СПИДа достигла небывалых высот, и она сильно затронула художественное сообщество. После смерти члена труппы Демиана Аквавеллы, он решил поставитьпьесу в его честь.
В 1982 году Джонс также сотрудничал с художником Китом Харингом в создании серии перформансов.

### Бродвей и Офф-Бродвей
В 2005 году Джонс поставил хореографию для мюзикла «The Seven» в New York Theatre Workshop по мотивам произведения древнегреческого драматурга Эсхила «Семеро против Фив». Пьеса получила три премии, включая Премию имени Люсиль Лортел.
Джонс был хореографом бродвейского рок-мюзикла «Весеннее пробуждение» 2006 года, разработанного композитором Дунканом Шейком и поэтом Стивеном Сатером, а также режиссером Майклом Майером. В основе пьесы лежит немецкое произведение 1891 года, в котором исследуется буйная подростковая сексуальность. «Весеннее пробуждение» получила широкую известность, а позже завоевала восемь премий «Тони» в 2007 году, а также ряд других наград. Джонс был лауреатом Премии Тони 2007 года за лучшую хореографию.
Джонс-соавтор, режиссер и хореограф мюзикла «Fela!» (Фела). Соавторами Джонса в этом проекте были Джим Льюис и Стивен Хендел. Пьеса основана на событиях из жизни нигерийского музыканта и активиста Фела Кути. Бродвейская постановка получила три премии «Тони», в том числе за лучшую хореографию.
В 2010 году он был удостоен премии Центра Кеннеди.

## Личная жизнь
Джонс женат на Бьорне Амелане, гражданине Франции, который вырос в Хайфе, Израиле и нескольких странах Европы. Они являются парой с 1993 года. Амелан был романтическим и деловым партнером известного модельера Патрика Келли с 1983 года до смерти Келли в связи с осложнениями из-за СПИДа в 1990 году. В дополнение к своей собственной работе в качестве визуального художника, Амелан является креативным директором The Bill T. Jones Arnie/Zane Dance Company и разработал многие декорации для труппы с середины 1990-х годов. Например, опыт матери Амелана, Доры Амелан, во время Второй мировой войны, находится в центре внимания работы Джонса Analogy/Dora: Tramontane (2015).
Джонс и Амелан живут в округе Рокленд, штат Нью-Йорк, к северу от города Нью-Йорка, в доме, купленном в 1980 году Джонсом и Арни Зейном. Несмотря на давние связи Джонса с культурной жизнью Нью-Йорка, он никогда не проживал в городе.

## Признание и награды
- 2005 — премия Сэмюэла Скриппса[англ.] / ADF за достижения в области современного танца (США)

## Фильмография
- 2006 — «Пленники Терпсихоры-2», док. фильм, режиссёр Ефим Резников